# Galdieria

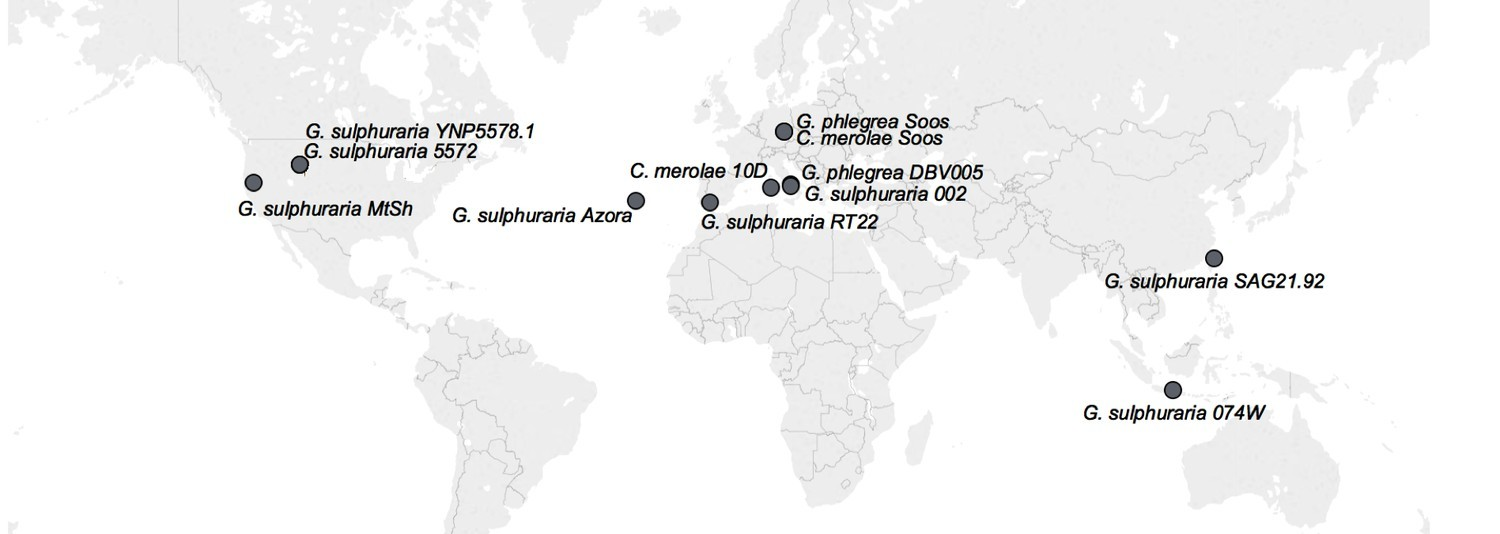
Verbreitung einiger Stämme der Klasse Cyanidiophyceae.
G. sulphuraria 074W ist aktuell G. javensis 074W.

Galdieria ist eine Gattung einzelliger Rotalgen, die zur Familie Galdieriaceae gehört.
Sie wurde 1981 von dem italienischen Botaniker Aldo Merola zur Unterscheidung von Arten (Spezies) der Gattungen Cyanidium und Cyanidioschyzon (beide in der nahe verwandten Familie Cyanidiaceae) geschaffen. Typusart ist Galdieria sulphuraria.
Vertreter der Gattung zeichnen sich durch ihren thermophilen, acidophilen und metallresistenten Stoffwechsel aus, entweder photoautotroph (per Photosynthese) oder heterotroph (indem sie verschiedene Kohlenstoffquellen nutzen).
Sie leben im Boden, auf oder in Felsen (endolithisch), in der Umgebung vulkanischer Thermalquellen, auch in Gegenwart von Schwermetallen. Die Analyse des Genoms von G. sulphuraria bzw. der von dieser Art 2023 abgetrennten Spezies G. javensis (Stamm 074W) sowie von G. phlegrea deutet darauf hin, dass thermoazidophile Anpassungen dieser Arten auf einen vielfachen horizontalen Gentransfer von Archaeen und Bakterien zurückzuführen sind, eine weitere Seltenheit unter den Eukaryoten.

## Beschreibung

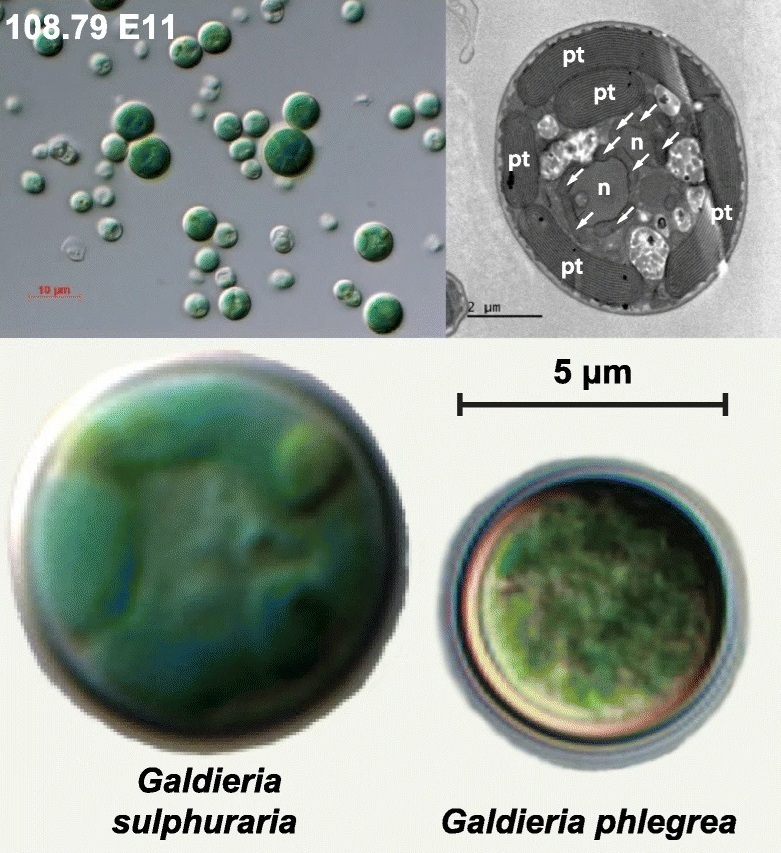
Schlüsselmerkmale von Galdieria. n: Zellkern, pt: Plastid (Rhodoplast), Pfeile: Mitochondrien; oben links G. yellowstonensis SAG 108.79 E11.

Die zur Gattung Galdieria gehörenden Arten sind annähernd kugelförmige eukaryotische Einzeller, weshalb sie englisch auch als eukaryotic unicellular algae (EUA) bezeichnet werden.
Die Zellen sind manchmal in einer gemeinsamen schleimigen Matrix vereinigt. Sie haben einen Durchmesser von 3–11 µm und besitzen einen blaugrünen, parietalen (seitlich wandständigen), mehrlappigen Chloroplasten (Rhodoplast), der kein Pyrenoid enthält.
Der Rhodoplast wird von einer einzigen Membran begrenzt und enthält Chlorophyll a und C-Phycocyanin. Als Eukaryoten besitzen die Zellen einen Zellkern, im Gegensatz zu anderen Vertretern ihrer Klasse aber mehrere Mitochondrien und ein System von Vakuolen. Produziert Floridosid und Isofloridosid, was ihre Klassifizierung als Rotalge bestätigt.
Speicherprodukt ist Semi-Amylopektin (englisch floridean starch).
Die ungeschlechtliche Fortpflanzung erfolgt durch Endosporenbildung.
Sexuelle Fortpflanzung war lange Zeit nicht bekannt, wurde aber 2022 durch Higuchi und Miyagishima bei G. partita nachgewiesen.

## Forschungsgeschichte
Die ersten veröffentlichten Beschreibungen von hitze- und säureliebenden (thermoacidophilen) einzelligen Algen (Mikroalgen) stammen aus der Mitte des 19. Jahrhunderts. Die früheste Beschreibung eines Organismus, der der heutigen Typusspezies G. sulphuraria der Gattung Galdieria entspricht, wurde 1899 von einem italienischen Wissenschaftler, Agostino Galdieri, veröffentlicht, der ihr den Namen Pleurococcus sulphurarius gab.
Die Taxonomie der thermoacidophilen Algen wurde 1981 vom italienischen Botaniker Aldo Merola überarbeitet, wobei er die Gattung Galdieria einführte und dem bisher Pleurococcus sulphurarius genannten Organismus als Typusart dieser Gattung festlegte und ihm seine moderne Bezeichnung G. sulphuraria gab.
Zur Unterscheidung von Cyanidium-ähnlicheren Rotalgen (Familie Cyanidiaceae) wurde von Aldo Merola 1981 mit der Gattung auch die sie enthaltende Klasse Cyanidiophyceae geschaffen.
Sie ist die am tiefsten abzweigende (d. h. basale) Untergruppe der Rhodophyta (Rotalgen), was bedeutet, dass sie sich in der Evolutionsgeschichte der Rotalgen am frühesten auseinanderentwickelt hat.
Die Gattung Galdieria wurde damit beschrieben als eine Klade von blaugrünen cyanidiophytischen Algen (Algen der Klasse Cyanidiophyceae). Sie zeichnen sich durch ihren einzelligen thermophilen, acidophilen, metallresistenten („poly-extremophilen“) und (quasi-)mixotrophen Stoffwechsel aus.
Aufgrund der großen Anpassungsfähigkeit der Galdieria-Arten wie G. sulphuraria an verschiedene Umweltbedingungen ist es ohne Gensequenzierung schwierig bis unmöglich, zur Gattung gehörende Stämme bekannten oder neuen Spezies zuzuordnen.
Im Februar 2023 veröffentlichten Park et al. eine Neuordnung der Cyanidiophyceae, in der sie einige Stämme, die bisher der Art G. sulphuraria zugerechnet wurde, nun in eigen, neue Arten der Gattung stellten.
Aktuell ist Galdieria die einzige Gattung in der Familie der Galdieriaceae:
Nach Park et al. (2023) umfasst die Ordnung Galdieriales eine Familie (Galdieriaceae), und diese eine Gattung (Galdieria) mit vier gültig beschriebenen Arten (G. sulphuraria – Typusspezies, G. javensis, G. yellowstonensis, G. phlegrea); dazu kommen drei weitere Arten (G. maxima, G. partita, G. daedala), für die kein offiziell hinterlegtes Typusmaterial zur Verfügung steht (notwendig für eine gültige Veröffentlichung).

## Artenliste

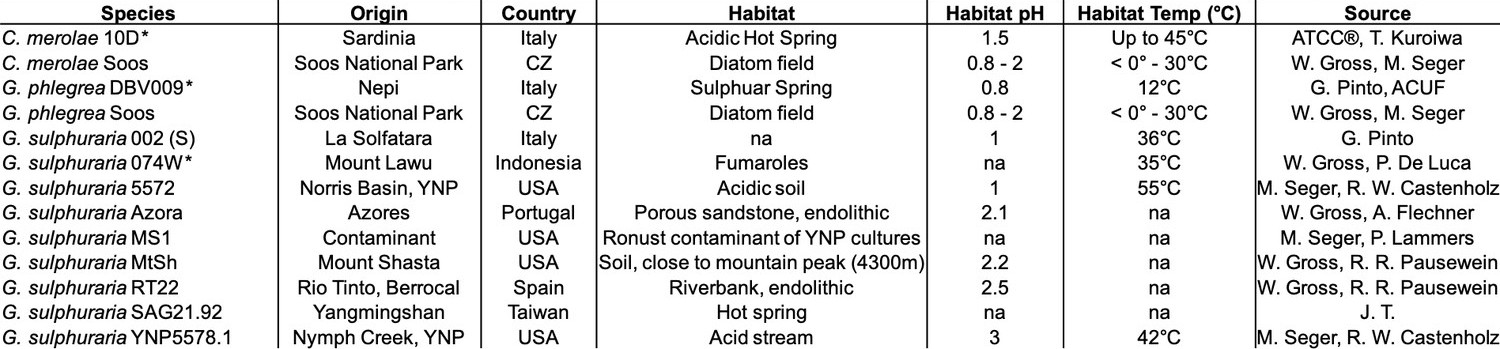
Habitate und Eigenschaften einiger Stämme von G. sulphuraria und anderer Spezies der Gattungen Cyanidium und Galdieria (beide Cyanidiophyceae).
Anm.: G. sulphuraria 074W ist aktuell G. javensis 074W.

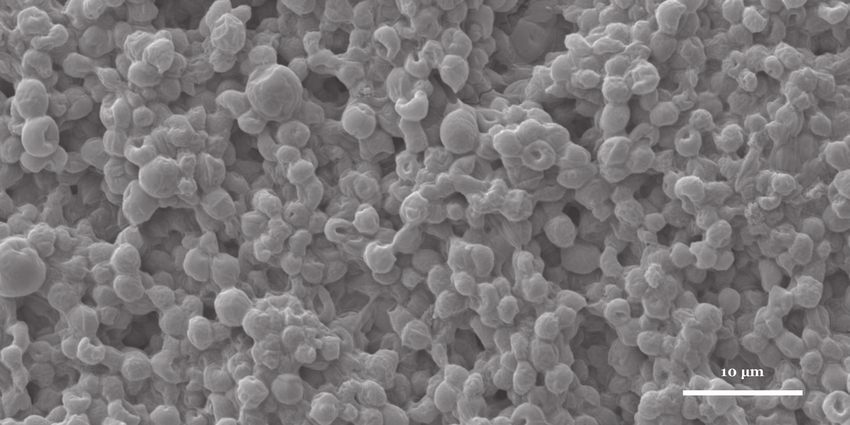
EM-Aufnahme von G. phlegrea DB01. Balken 10 µm.

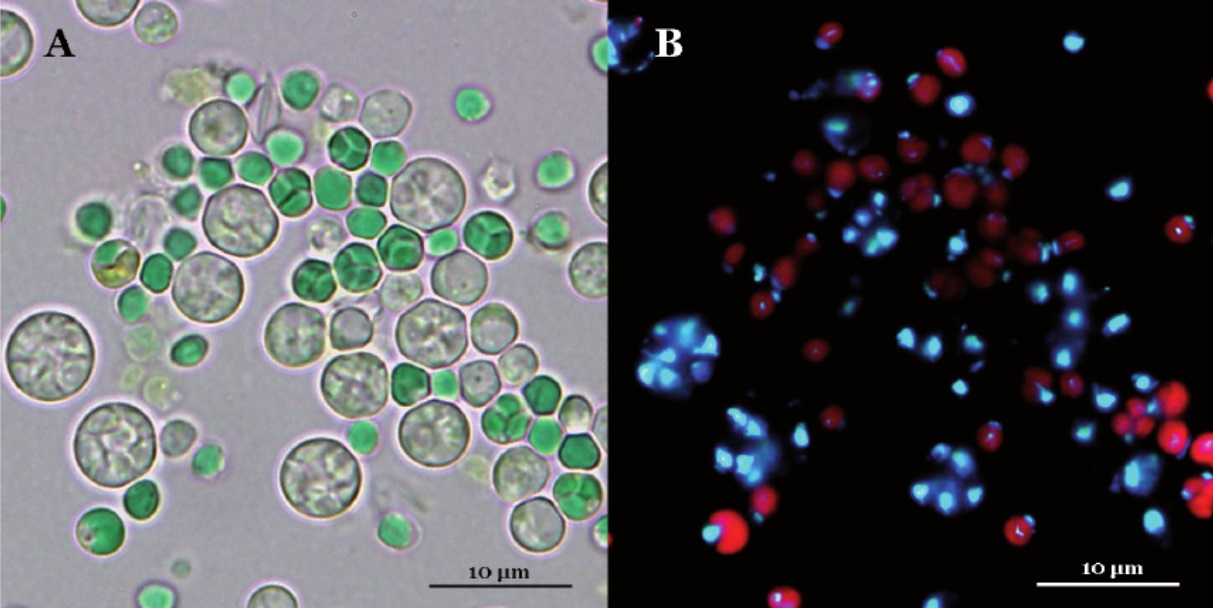
Mikrophotographien von G. phlegrea DB01, links Hellfeld-, rechts Fluoreszenzmikroskopie. Balken 10 µm.

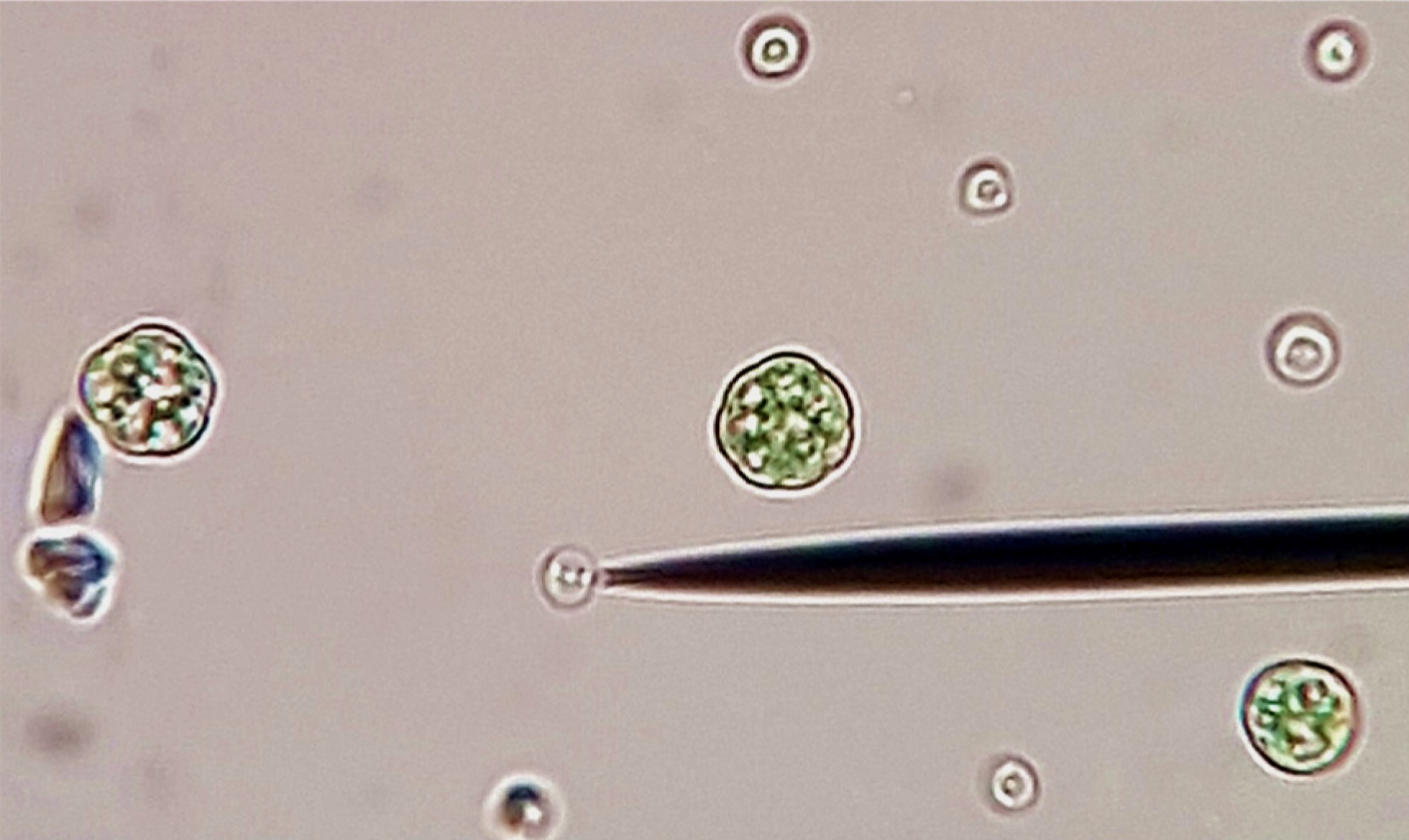
Sporenbildung bei G. phlegrea ACUF 784.3

Die folgende Artenliste (Stand Mitte April 2023) umfasst jeweils nur eine Auswahl beispielhafter Stämme:
Gattung Galdieria Merola, 1982
– Spezies:
- Galdieria daedala O.Yu.Sentsova, 1991[23]
mit Stamm IPPAS P508[24]
- Galdieria maxima O.Yu.Sentsova, 1991[23]
mit Stamm IPPAS P507[24]
- Galdieria partita O.Yu.Sentsova, 1991[23]
- Galdieria phlegrea Pinto et al., 2007 bzw. Pinto, Ciniglia, Cascone & Pollo, 2007[24]
mit Stämmen
ACUF 291 (Fundort: Pisciarelli,[A. 1] Campi Flegrei, Pozzuoli, Italien),[24][25]
ACUF 784.3 (alias ACUF784[26]),[27]
Soos (Fundort: Soos Naturreservat, Tschechien),[9]
DBV009 (Fundort: Schwefelquelle, Nepi, Italien),[9][7]
DBV011 (Fundort: Caserta, Italien),
629S (alias 629 S, Fundort: Diyadin, Provinz Ağrı, Türkei)[1] und
DB01 (Fundort: Río Tinto, Spanien)[28]
- Galdieria sulphuraria (Galdieri) Merola et al., 1981/1982 [Pleurococcus sulphuraria Galdieri, 1899, Cyanidium sulphuraria (Galdieri) F.D. Ott, 1994] (Akronym: Gsulp[29])
– zu dieser Typusspezies gehören die Organismen mit den früheren Bezeichnungen Cyanidium caldarium (Allen), Cyanidium caldarium M-8 und Cyanidium caldarium Forma B.[30]
- Galdieria yellowstonensis H.S.Yoon, S.I.Park, & T.McDermott, 2023 inkl. Galdieria sp. SPark-2023a
mit Stämmen
SAG 108.79 E11 (kurz: 108.79 E11, früher zu G. sulphuraria bzw. Cyanidium caldarium, Fundort: Namenlose sauer-heiße Quelle (pH 3–4) am West Thumb (Yellowstone Lake), USA, 2017[31][32][33])[1] und
HSY245 (Fundort: Frying Pan Basin, Yellowstone-Nationalpark, USA)[1][A. 2]
- Galdieria javensis H.S.Yoon, S.I.Park, & T.McDermott, 2023[1]
mit Stämmen
074W (alias NIES-3638; Fundort: Tjitrodromoko,[39][40][41][42] Gunung/Mount Lawu, Zentral-Java, Indonesien, ?–1995.[43][8][9][13][44])[1]
- Galdieria sp. NIES-250
mit Stamm NIES-250 (alias IAM M-8 oder Tsubo 53; Fundort: Thermalquelle).[45]
- Galdieria sp. ACUF 613
mit Stamm ACUF 613[46][47]
- über 50 weitere nicht klassifizierte Mitglieder der Gattung gemäß der Taxonomie des National Center for Biotechnology Information (NCBI).[48][49]

Die obige Liste berücksichtigt die im Februar 2023 von Park et al. veröffentlichte Neuordnung der Cyanidiophyceae, in der sie einige bisher der Art G. sulphuraria zugerechnete Stämme in eigene, neue Arten der Gattung stellten, ein weiterer Stamm wurde vom National Institute for Environmental Studies (Japan) provisorisch ausgegliedert;
außerdem gliedert das National Center for Biotechnology Information (NCBI) einen Stamm der Art G. phlegrea aus:
Bisher G. sulphuraria:
- Stamm: SAG 108.79 E11 (kurz: 108.79 E11):[32][33] ⇒ Galdieria yellowstonensis H.S.Yoon, S.I.Park, & T.McDermott, 2023 [inkl. Galdieria sp. SPark-2023a]
- Stamm: 074W alias NIES-3638[39][41] ⇒ Galdieria javensis H.S.Yoon, S.I.Park, & T.McDermott, 2023
- Stamm: NIES-250 alias IAM M-8 oder Tsubo 53[45][50] ⇒ Galdieria sp. NIES-250

Bisher G. phlegrea:
- Stamm: ACUF 613 ⇒ Galdieria sp. ACUF 613[46]

Bei älteren Veröffentlichungen zu diesen Spezies ist daher grundsätzlich prüfen, ob der jeweilige Stamm nicht inzwischen einer anderen Spezies zugeordnet wird.

## Anwendungen und Biotechnologie
Die Kapazität zur Fixierung von Kohlendioxid (CO2) ist bei Galdieria  größer als die von Pflanzen; außerdem erreichen diese Mikroalgen höhere Konzentrationen an Proteinen, Vitaminen und Pigmenten. Wissenschaft und Unternehmen haben in den letzten Jahren (Stand 2022) daran gearbeitet, die schnell wachsende G. sulphuraria als industrielle Quelle von Vitaminen und Pigmenten zu entwickeln.
Es wurde auch untersucht, inwieweit Galdieria-Arten Edelmetalle und Seltene Erden zurückgewinnen sowie Phosphor und Stickstoff aus verschiedenen Abfallarten und -quellen entfernen können, neben G. sulphuraria auch an G. phlegrea.